# Олександрів (гміна, Білгорайський повіт)
Гміна Олександрів (пол. Gmina Aleksandrów, ґміна Александрув) — сільська гміна у східній Польщі. Належить до Білгорайського повіту Люблінського воєводства.
Станом на 31 грудня 2011 у гміні проживало 3268 осіб.

## Площа
Згідно з даними за 2007 рік площа гміни становила 53.22 км², у тому числі:
- орні землі: 63.00%
- ліси: 32.00%

Таким чином, площа гміни становить 3.17% площі повіту.

## Населення
Станом на 31 грудня 2011:
| Опис     | Загалом | Загалом | Чоловіки | Чоловіки | Жінки | Жінки |
| -------- | ------- | ------- | -------- | -------- | ----- | ----- |
| одиниця  | осіб    | %       | осіб     | %        | осіб  | %     |
| все      | 3268    | 100     | 1631     | 49.91    | 1637  | 50.09 |
| міське   | 0       | 100     | 0        |          | 0     |       |
| сільське | 3268    | 100     | 1631     | 49.91    | 1637  | 50.09 |

## Сусідні гміни
Гміна Олександрів межує з такими гмінами: Білгорай, Юзефув, Княжпіль, Лукова, Терешполь.